# Pehr Strand
Pehr Strand, född 15 januari 1756 i Arnäs socken, död 19 augusti 1826 i Kungsholms församling i Stockholm, var en svensk bildhuggare, spelurmakare, instrumentmakare och orgelbyggare. Hans söner Johan Samuel Strand och Pehr Zacharias Strand blev även de orgelbyggare.

## Biografi
Pehr Strand fick privilegium 1791 att bygga mindre orglar och spelur. Han hade sin verkstad på Kungsholmen i Stockholm och överlät den 1824 till sonen Pehr Zacharias Strand. Familjen bosatte sig senast 1806 i Stockholm på Fikonträdet nr 3 (75) på Kungsholmen. Han avled av ålderdom 19 augusti 1826 i Kungsholms församling i Stockholm och begravdes 24 augusti samma år.
Strand byggde från slutet av 1780-talet till 1824 cirka 25 orglar. De flesta orglar hade bara en manual. Idag finns åtta av hans orglar mer eller mindre bevarade i ursprungligt skick. En av orglarna som är bevarade är ett 2-manualigt verk i Forsmarks kyrka. I Nationalmuseums, Nordiska museets samlingar och i privat ägo finns några ur och möbler med inbyggda spelverk bevarade.

### Familj
Strand gifte sig 31 oktober 1784 i Klara församling med Rebecka Nordström, född 1 mars 1756. Makarna fick följande barn, alla födda i Klara församling: 
- Johan Samuel Strand, född 3 juli 1786
- Magdalena Christina Strand, född 19 december 1788
- Sara Charlotta Strand, född 12 maj 1790
- Catharina Petronella Strand, född 21 april 1792
- Pehr Henric Strand, född 1 april 1796
- Pehr Zacharias Strand, född 30 juni 1797
- Magdalena Henriette Strand, född 13 oktober 1800

## Lista över orglar
| År            | Kyrka                                                                                                 | Stift            | Manualer | Pedal | Stämmor | Principalgrund               | Övrigt                     |
| ------------- | --- | ---------------- | -------- | ----- | ------- | ---------------------------- | -------------------------- |
| 1789?         | Tysslinge kyrka                                                                                       | Strängnäs stift  |          |       | 5       |                              |                            |
| 1789          | Kjula kyrka                                                                                           | Strängnäs stift  |          |       |         |                              |                            |
| 1790-talet    | Hospitalskyrkan i Gävle kyrka                                                                         | Uppsala stift    |          |       |         | Står idag i Annefors kapell. |                            |
| 1800          | Forsmarks kyrka                                                                                       | Uppsala stift    |          |       |         |                              |                            |
| 1800          | Bygdeå kyrka                                                                                          | Luleå stift      |          |       |         |                              |                            |
| 1803          | Stockholms Evangeliska brödraförsamling                                                               | Stockholms stift |          |       |         |                              |                            |
| 1804          | Stockholm Sabbatsberg                                                                                 | Stockholms stift |          |       |         |                              | Står nu i Nordiska museet. |
| 1805          | Tångeråsa kyrka                                                                                       | Strängnäs stift  |          |       | 10      | 8'                           |                            |
| 1807          | Arnäs kyrka                                                                                           | Härnösands stift |          |       |         |                              |                            |
| 1808          | Knivsta kyrka                                                                                         | Uppsala stift    |          |       |         |                              |                            |
| 1809          | Ytterselö kyrka                                                                                       | Strängnäs stift  |          |       |         |                              |                            |
| 1810          | Kalmar kyrka                                                                                          | Uppsala stift    |          |       |         |                              |                            |
| 1810          | Råda kyrka, Härryda kommun                                                                            | Göteborgs stift  |          |       |         |                              |                            |
| 1811          | Nordmalings kyrka                                                                                     | Luleå stift      |          |       |         |                              |                            |
| 1812          | Trollenäs kyrka                                                                                       | Lunds stift      |          |       |         |                              |                            |
| 1813          | Husby-Sjutolft kyrka                                                                                  | Uppsala stift    |          |       |         |                              |                            |
| 1813          | Kristdala kyrka                                                                                       | Växjö stift      |          |       |         |                              | Påbörjad av Olof Schwan.   |
| 1814          | Fors kyrka, Eskilstuna                                                                                | Strängnäs stift  |          |       | 12      |                              |                            |
| 1817          | Eds kyrka, Uppland                                                                                    | Stockholms stift |          |       |         |                              |                            |
| 1817 el. 1819 | Heliga Trefaldighets kyrka, Gävle (tidigare Gefle kyrka)                                              | Uppsala stift    |          |       |         |                              | Med Pehr Zacharias Strand. |
| 1817          | Riddarholmskyrkan                                                                                     | Stockholms stift |          |       |         |                              |                            |
| 1818          | Närtuna kyrka                                                                                         | Uppsala stift    |          |       |         |                              |                            |
| 1820          | Stigsjö kyrka                                                                                         | Härnösands stift |          |       |         |                              |                            |
| 1820          | Tärna kyrka, Lappland                                                                                 | Luleå stift      |          |       |         |                              |                            |
| 1824          | Fjälkinge kyrka                                                                                       | Lunds stift      |          |       |         |                              |                            |
|               | Okänd kyrka i Stockholm, troligtvis Evangeliska församlingens kyrka, som nu står i Trönö gamla kyrka. |                  |          |       |         |                              |                            |
|               | Sundals-Ryrs gamla kyrka (eventuellt).                                                                | Karlstad stift   |          |       |         |                              |                            |

### Produktion enligt kommerskollegiet
| År   | Produkt/Arbete | Summa           |
| ---- | -------------- | --------------- |
| 1819 | Instrument.    | 600 riksdaler.  |
| 1820 | Instrument.    | 600 riksdaler.  |
| 1821 | Instrument.    | 1000 riksdaler. |
| 1822 | Instrument.    | 1000 riksdaler. |
| 1823 | Instrument.    | 1000 riksdaler. |
| 1824 | Instrument.    | 500 riksdaler.  |

## Gesäller och lärlingar
- 1806 Johan Lorents Schöldman, lärling.
- 1808–1826 Pehr Lund (1785–1845), instrumentmakaregesäll.
- 1811–1813 Johan Anders Flodin, född 1787, gesäll.
- 1813–1816 Jonas Westerberg, född 1797, lärling.
- 1815 Pehr Ulric Hammarström, gesäll.
- 1816–1820 Johan Wetterberg, född 1 september 1789 i Gunnilbo, arbetare.
- 1817–1826 Mathias Dalin, född 1792, snickargesäll.
- 1817, 1819–1826 Johan Fredric Strand, född 31 juli 1798, elev.
- 1817–1819 Gustaf Andersson (orgelbyggare) (1797–1872), elev.
- 1818–1825 Carl Olof Lennström, född 15 februari 1802 i Gävle, utlärling.
- 1818, 1820, 1823–1824 Carl Julius Ahlström, född 3 april 1791. snickargesäll.
- 1819–1821 Johan Lindström, född 12 juli 1798 på Åland, snickargesäll.
- 1819–1821 Menander, född 15 november 1754, gesäll.
- 1819–1826 Johan Gustaf Ek (1805–1877), gesäll.
- 1821–1824 Pehr Kastman, född 2 september 1798, lärling.
- 1823–1824 Johan Lundquist född 8 februari 1797 i Alunda, snickargesäll.
- 1823–1826 Johan Ulrich Hammarström, född 2 januari 1795 i Sigtuna, snickargesäll.
- 1823–1824 Pehr Zacharias Strand (1797–1844), orgelbyggarelev.
- 1824 Pehr Erik Andersson, född 31 mars 1808, lärling.
- 1824–1826 Johan Adam Ek, född 4 juli 1812 i Spelviks socken, lärling.
- 1825–1826 Olof Jansson Grundin, född 25 maj 1788 i Rudskoga socken, snickargesäll.
- 1825–1826 August Jospehsson, född 19 juli 1800 i Edsbergs socken, först organistlärling och sedan gesäll.
- 1825 Claes Adolph Holmgren, född 2 juni 1808, lärling.
- 1825–1826 Johan Abraham Lindström, född 19 juni 1801, snickargesäll.
- 1825–1826 Emanuel Söderling (1806–1853), lärling.
- 1826–1827 Erik Adolf Setterquist (1809–1885), lärling.
- 1826–1827 Eric Jonsson Lindblad, född 1806 i Västra Vingåker, lärling.

### Arbetare
- Jonas Lund
- Jonas Arnström
- Peter Lund